# Anania perflavalis
Anania perflavalis is een vlinder van de familie van de grasmotten (Crambidae). De wetenschappelijke naam van deze soort is voor het eerst voorgesteld als Pyrausta perflavalis door George Francis Hampson in een publicatie uit 1913. De spanwijdte van het mannetje bedraagt 24 millimeter.
De soort komt voor op het eiland Fergusson, deel uitmakend van de D'Entrecasteaux-eilanden in Papoea-Nieuw-Guinea en in Australië (Queensland, Nieuw-Zuid-Wales).